# Якимів Андрій Андрійович
Андрій Андрійович Якимів (нар. 15 червня 1997, Червоноград, Львівська область, Україна) — український футболіст, опорний півзахисник «Лівого берега».

## Життєпис
Вихованець УФК (Львів), в складі якого виступав у ДЮФЛУ. У 2014 році Андрій підписав контракт з львівськими «Карпатами», але за львів'ян виступав лише в молодіжному чемпіонаті України.
Влітку 2016 року перейшов до кам'янської «Сталі», за основний склад якої дебютував 16 липня 2017 року в поєдинку УПЛ проти луганської «Зорі», в якому відзначився переможним голом.
Сезон 2018/19 провів у складі чернігівської «Десни». З осені 2019 року грав в угорському клубі «Капошвар Ракоці».
У вересні 2020 року гравець перейшов до складу одеського «Чорноморця».